# Haunted (filme)
Haunted (Ilusões Perigosas (título no Brasil) ou A Irmandade do Mal (título em Portugal)) é um filme de terror de 1995, dirigido por Lewis Gilbert e estrelado por Aidan Quinn, Kate Beckinsale, Anthony Andrews, Anna Massey e John Gielgud. Baseado no romance de mesmo nome escrito por James Herbert. O filme foi produzido por Anthony Andrews e Lewis Gilbert.

## Sinopse
David Ash presencia em sua infância a morte trágica de sua irmã gêmea. Anos depois ele se torna um professor de parapsicologia especialista em desmascarar médiuns charlatões e fenômenos psíquicos. Com o lançamento de seu livro, ele é chamado para investigar fenômenos estranhos que acontecem na mansão Edbrook e que atormentam a velha babá Tess que nela vive. Lá conhece uma jovem misteriosa e independente, Christina, por quem ele se interessa. Além disso na casa ainda vivem os irmãos de Christina, Robert e Simon. Mas todos escondem um segredo e juntamente com isso, David também passa a ter visões, incluindo com sua irmã morta, e passa a duvidar até de sua sanidade mental. O tempo mostrará a David se tudo que ele presenciou na mansão Edbrook pode ou não ter sido apenas ilusões perigosas.

## Elenco
| Ator                 | Personagem          |
| -------------------- | ------------------- |
| Aidan Quinn          | Professor David Ash |
| Kate Backinsale      | Christina Mariel    |
| Anthony Andrews      | Robert Mariell      |
| Anna Massey          | babá Tess Webb      |
| John Gielgud         | Dr. Doyle           |
| Alex Lowe            | Simon Mariell       |
| Victoria Shalet      | Juliet Ash          |
| Geraldine Somerville | Kate                |
| Linda Bassett        | madame Brontski     |
| Liz Smith            | cigana              |
| Alice Douglas        | Clare               |
| Edmund Moriarty      | Liam                |
| Emily Hamilton       | Mary                |
| Peter England        | David-criança       |

## Locações
O filme teve como locações o Parham Park e a Parham House em West Sussex, Inglaterra.

## Recepção
O filme recebeu classificação de 80% de cinco críticos no Rotten tomatoes.